# Et pokkers Pigebarn (film fra 1912)
 Ikke at forveksle med Et pokkers Pigebarn (film fra 1923).
Et pokkers Pigebarn er en dansk stum romantisk dramafilm fra 1912 produceret af Filmfabrikken Skandinavien og instrueret af Christian Petersen (også kendt som Christian Kørne) efter eget manuskript.
Filmen havde dansk premiere den 24. juni 1912 i Kæmpebiografen. 

## Handling
En fattig fiskepige vokser op med sin bedstemor og en forældreløs dreng, som de har taget til sig. Selvom de to børn, Hans og Grethe, er uadskillelige, må de en dag hvert til sit: Hans stikker til søs og Grethe bliver adopteret af en grevinde, der er blevet betaget af det livlige naturbarn. På godset flokkes mændene om Grethe og kæmper for at vinde hendes gunst. Men det er som om, at Grethes hjerte hører til et andet sted.

## Medvirkende
- Vera Brechling - Hendes Nåde
- Christian Petersen - Jægermesteren
- Tonny Lehmann - Jægermesterens søn
- Valdemar Keller - Kammerjunkeren
- Hans Kayrød - Baronen
- Jørgen Lund - Lærer i fransk
- Olga Svendsen - En negerbonne
- Kate Fabian - En gouvernante
- Frederik Christensen - Den gamle præst
- Elisabeth Christensen - Bedstemo'er
- Orla Knoblauch - Hans
- Edvard Jacobsen - Hans
- Gudrun Hansen - Grethe
- Ingeborg Cornelius - Grethe